# Slobodan Jovanović
Slobodan Jovanović (v srbské cyrilici Слободан Јовановић; 3. prosince 1869, Novi Sad, Rakousko-Uhersko – 12. prosince 1958, Londýn, Spojené království) byl srbský právník, historik a politik.
Jovanović studoval v Bělehradě, Mnichově a Ženevě. Krátkou dobu pobýval také v Curychu. Po ukončení studia práv pokračoval v postgraduálním studiu politické vědy v Paříži. V roce 1893 začal pracovat jako atašé na srbském zastoupení v Istanbulu (v tehdejší Osmanské říši. Zůstal zde však pouhé 4 roky; poté se stal profesorem na právnické fakultě Bělehradské univerzity.
Během první a druhé balkánské války řídil tiskové oddělení srbské armády. Až do roku 1917 pak působil ve stejné pozici i během první světové války. V letech 1937—1941 byl předsedou Srbského kulturního klubu. Spolu se Srbským kulturním klubem vstoupil jako vlivný a mezi vládnoucí elitou prominentní intelektuál do politiky.
Od 27. března 1941 až do 11. ledna 1942 byl místopředsedou Rady ministrů exilové vlády v Londýně a později i samotným premiérem (až do 26. června 1943). Byl předsedou Srbské královské akademie (dnes Srbská akademie věd a umění, rektor Bělehradské univerzity, profesor veřejného práva a děkan Právnické fakulty.
Po druhé světové válce, když se v Jugoslávii chopili moci komunisté, odešel do exilu do Velké Británie. V nepřítomnosti byl komunistickou vládou odsouzen jako exponent meziválečného režimu na trest odnětí svobody v trvání 20 let. V roce 1951 založil Jovanović Sdružení srbských spisovatelů ve vyhnanství.
Jeho díla, která byla poměrně obsáhlá, nesměla v SFRJ vycházet až do roku 1990. V kampani proti jejich vydávání se ještě v 2. polovině 80. let 20. století angažoval i Slobodan Milošević.
V roce 2007 byl Jovanović rehabilitován rozhodnutím Okružního soudu v Bělehradě.